# Heraklova smrt
Heraklova smrt je ulje na platnu španjolskog baroknog slikara Francisca de Zurbarána. Riječ je o slici koja prikazuje smrt Herakla, polubožanstva iz grčke mitologije. Naime, sluga mu je donio otrovanu košulju koja je Heraklu počela gristi meso. Zbog toga je zamolio da ga postave na lomaču da mu prekinu patnje. Filoktet je zapalio lomaču a Heraklo mu je dao svoj luk i strijele. Nakon njegove smrti, bogovi su ga učinili besmrtnim.
Djelo se nalazi u madridskom muzeju Prado.